# Milwaukee Bucks 1992-1993
La stagione 1992-93 dei Milwaukee Bucks fu la 25ª nella NBA per la franchigia.
I Milwaukee Bucks arrivarono settimi nella Central Division della Eastern Conference con un record di 28-54, non qualificandosi per i play-off.

## Roster
| N° | Naz.                   | Ruolo | Sportivo          | Anno | Alt. | Peso |
| -- | ---------------------- | ----- | ----------------- | ---- | ---- | ---- |
| 00 | Stati Uniti (bandiera) | A     | Anthony Avent     | 1969 | 206  | 107  |
| 3  | Stati Uniti (bandiera) | G     | Eric Murdock      | 1968 | 185  | 86   |
| 5  | Egitto (bandiera)      | AC    | Alaa Abdelnaby    | 1968 | 208  | 109  |
| 6  | Stati Uniti (bandiera) | A     | Orlando Woolridge | 1959 | 206  | 98   |
| 8  | Stati Uniti (bandiera) | C     | Moses Malone      | 1955 | 208  | 98   |
| 10 | Stati Uniti (bandiera) | GA    | Todd Day          | 1970 | 198  | 85   |
| 11 | Stati Uniti (bandiera) | G     | Lee Mayberry      | 1970 | 185  | 78   |
| 17 | Stati Uniti (bandiera) | G     | Jon Barry         | 1969 | 193  | 88   |
| 20 | Stati Uniti (bandiera) | A     | Derek Strong      | 1968 | 203  | 100  |
| 21 | Stati Uniti (bandiera) | G     | Alvin Robertson   | 1962 | 191  | 84   |
| 23 | Stati Uniti (bandiera) | A     | Anthony Pullard   | 1966 | 208  | 111  |
| 24 | Stati Uniti (bandiera) | C     | Danny Schayes     | 1959 | 211  | 107  |
| 30 | Stati Uniti (bandiera) | GA    | Blue Edwards      | 1965 | 193  | 91   |
| 34 | Stati Uniti (bandiera) | AC    | Fred Roberts      | 1960 | 208  | 99   |
| 40 | Stati Uniti (bandiera) | AC    | Frank Brickowski  | 1959 | 206  | 109  |
| 43 | Stati Uniti (bandiera) | A     | Alex Stivrins     | 1962 | 203  | 100  |
| 53 | Stati Uniti (bandiera) | C     | Alan Ogg          | 1967 | 218  | 109  |
| 53 | Stati Uniti (bandiera) | C     | Dan O'Sullivan    | 1968 | 208  | 113  |
| 54 | Stati Uniti (bandiera) | AC    | Brad Lohaus       | 1964 | 211  | 104  |

## Staff tecnico
- Allenatore: Mike Dunleavy
- Vice-allenatori: Frank Hamblen, Jim Eyen, Butch Carter, Larry Riley
- Preparatore atletico: Mark Pfeil